# 波特雷里约斯 (奇里基省)
波特雷里约斯是巴拿马奇里基省多莱加区的一个城市。 该市面积为55.4平方（21.4平方英里），2010年时人口为1,562，故其人口密度为28.2名居民每平方（73名居民每平方英里）。 1990年时人口为1,157，2000年时人口为1,378。